# Exécutif Maraite I
Maraite I est le nom de l'exécutif de la Communauté germanophone de Belgique formé par une coalition bipartite, associant la famille chrétien-démocrate et libérale.
Cet exécutif a été institué le 3 décembre 1986 à la suite des élections régionales et communautaires et succède à l'Exécutif Fagnoul. 
À la fin de son mandat, le 5 décembre 1990, l'Exécutif Maraite II a succédé à cet exécutif.

## Composition de l'Exécutif
| Fonction | Titulaire | Titulaire      | Parti |
| --- | --------- | -------------- | ----- |
| président de l’Exécutif |           | Joseph Maraite | CSP   |
| Ministre communautaire de la Formation, de l’Animation culturelle et des Médias le 30 août 1989, devient ministre communautaire de l’Enseignement, de la Formation, de l’Animation culturelle et des Médias |           | Bruno Fagnoul  | PFF   |
| Ministre communautaire de la Jeunesse, du Sport, de la Formation des adultes et des Affaires sociales |           | Mathieu Grosch | CSP   |